# Frédéric Antonetti
Frédéric Antonetti (* 19. August 1961 in Venzolasca) ist ein ehemaliger französischer Fußballspieler und Fußballtrainer.

## Karriere
Antonetti begann seine Profilaufbahn 1982 beim Erstligisten SEC Bastia und spielte unter anderem auch bei AS Béziers und CO Le Puy. 1987 kehrte er zum SC Bastia zurück. 1990 beendete er seine Karriere als Fußballspieler.
1994 wurde Antonetti bei SC Bastia als Trainer eingestellt. 1998 wechselte er zum japanischen Erstligisten Gamba Osaka, 1999 kehrte er zu SC Bastia zurück. 2001 wechselte er zum Zweitligisten AS Saint-Étienne. 2003/04 feierte er mit dem Verein die Meisterschaft und den Aufstieg in die erste Liga. 2005 unterschrieb er einen Vertrag beim Erstligisten OGC Nizza. 2009 wechselte er zu Stade Rennes. 2015 unterschrieb er einen Vertrag bei OSC Lille.
1995, 2006, 2013 und 2016 erreichte er mit seinem jeweiligen Team das Finale der Coupe de la Ligue.